# Młochów
Młochów – wieś sołecka w Polsce położona w województwie mazowieckim, w powiecie pruszkowskim, w gminie Nadarzyn.
W skład sołectwa Młochów wchodzi także osada Żabieniec.
| SIMC    | Nazwa   | Rodzaj    |
| ------- | ------- | --------- |
| 0005368 | Bieliny | część wsi |

Wieś szlachecka Młochowo położona była w drugiej połowie XVI wieku w powiecie tarczyńskim ziemi warszawskiej województwa mazowieckiego.
Do 1952 roku miejscowość należała do gminy Młochów. W latach 1954–1959 wieś należała i była siedzibą władz gromady Młochów, po jej zniesieniu w gromadzie Nadarzyn. W latach 1975–1998 miejscowość administracyjnie należała do województwa warszawskiego.

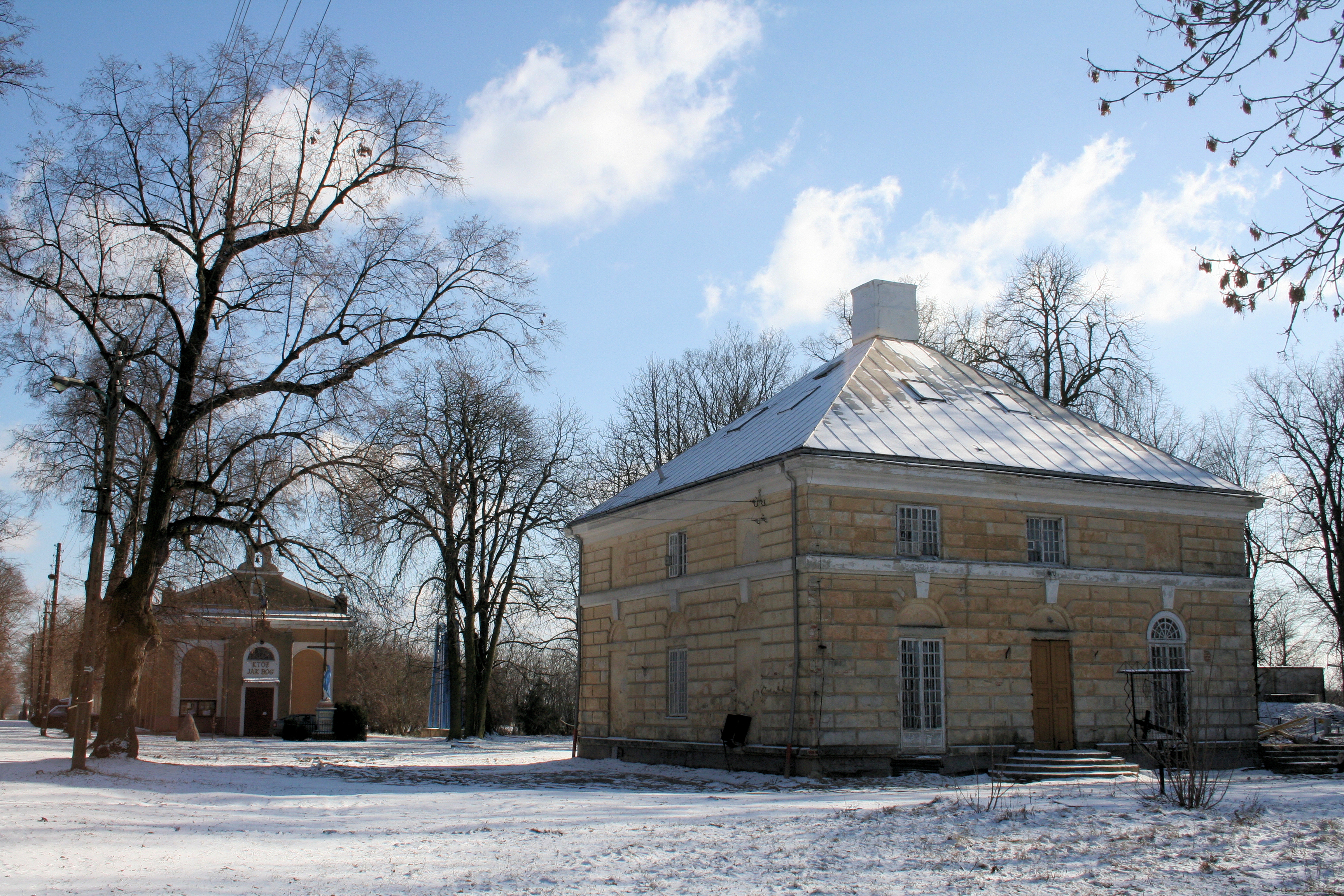
Oficyna i oranżeria (obecnie kaplica)

W Młochowie znajdują się: parafia św. Michała Archanioła, szkoła podstawowa, ochotnicza straż pożarna, przedszkole, biblioteka, poczta, ośrodek zdrowia oraz Instytut Hodowli i Aklimatyzacji Roślin. Na terenie wsi znajduje się ponadto zabytkowy zespół pałacowo-parkowy, którego właścicielem od 1935 był Eryk Kurnatowski.